# Johannes Radermacher
Johannes Radermacher (* 24. Februar 1905 in Engelskirchen-Miebach; † 21. Februar 1978 in Krefeld) war ein deutscher Maler.

## Biografie

### Kindheit, Jugend und Ausbildung
Johannes Radermacher war ein Sohn des Bauern Heinrich Radermacher und dessen Ehefrau Timothea. Sein Vater starb im Jahr 1908, woraufhin die Mutter sich über das Erbe stritt, aus diesem Grund den Bauernhof verlassen und eine Arbeit ergreifen musste. Johannes Radermacher blieb im Waisenhaus von Engelskirchen, wo er an Tuberkulose erkrankte. Er genas nicht vollständig von der Krankheit, die ihn lebenslang begleitete und die wiederholt auftrat. Im Jahr 1911 heiratete seine Mutter erneut. Radermacher floh daraufhin aus dem von ihm gehassten Waisenhaus und zog zu seinem Stiefvater in einen Bauernhof in Rommerskirchen.
Bis zum Jahr 1919 ging Radermacher auf eine Volksschule in Engelskirchen und zeigte hier erstmals ein Interesse an der Malerei. Ein Lehrer unterstützte ihn mit Kopien der Werke alter Meister, wodurch Radermacher Gemälde Leonardo da Vincis und Michelangelos studieren konnte. Mit seinem Wunsch, Maler werden zu wollen, stieß er in seinem Umfeld auf Ablehnung. Nur seine Mutter brachte Verständnis auf, konnte ihn aber nicht ausreichend finanziell unterstützen. Daher arbeitete er ab dem 14. Lebensjahr, zunächst als ungelernter Mitarbeiter einer Schmiede, danach bei einem Bohrerhersteller. In Folge seiner gesundheitlichen Probleme konnte er nicht lange in diesen körperlich anstrengenden Berufen arbeiten. Daher wechselte er nach kurzer Zeit an den Hof seiner Eltern, wo er deutlich weniger Probleme hatte.
Im Jahr 1923 starb Radermachers Schwiegervater, wodurch er in geringem Umfang erbte. Dadurch konnte er sein geistig beengendes Elternhaus verlassen und zu seinem Schwager nach Troisdorf ziehen. Hier arbeitete er bei einem Malermeister und verlor aufgrund der Inflation seinen Erbteil, der zuletzt nur noch ausgereicht hätte, um ein halbes Pfund Butter kaufen zu können. Radermacher zeigte sich schnell als begabter Gestalter von anspruchsvollen Wand- und Deckenarbeiten, die er mit Schmuckfriesen und Stuckaturen versah.
Im Sommer 1927 nutzte Radermacher seine Ersparnisse, um an der Handwerker- und Kunstgewerbeschule Elberfeld unter anderem bei Max Bernuth, Hans Seiß und Heinrich Phieler zu studieren. Dank eines kleinen Stipendiums konnte er dort bis Anfang 1931 lernen. Nach Studienende malte er um 1932/1933 die Kirche St. Peter und Paul. Die Gemeinde Engelskirchen kaufte das Gemälde im Jahr 1988.

### Erste Arbeiten als Maler
Landrat Leo Huttrop wollte nicht nur die Verkehrssituation im Kreis Wipperfürth verbessern, sondern auch Künstler unterstützen. Daher beauftragte er Radermacher mit einem Bildfries für die Jugendherberge der Stadt, den Radermacher entwarf und ausführte. Huttrop gab bei ihm drei weitere Arbeiten in Auftrag, darunter für das Jugendheim Köttingen nahe Hohkeppel. Über den Landrat erhielt Radermacher Kontakte zu Familien des Bergischen Adels, so zu den Familien Nesselrode, den Freiherren von Landsberg und der Familie von Lüninck, für die er verschiedene Porträts erstellte. Außerdem porträtierte er diverse ehemalige Landräte für das Sitzungszimmer des Wipperfürther Kreisausschusses.
Zum Jahreswechsel 1931/1932 zog Radermacher nach Köln. Im Jahr 1934 erhielt er eine von der Stadt geförderte kleine Atelierwohnung im Künstlerhaus Bonner Straße 500 in Köln-Raderthal. Die Stadt erachtete ihn als förderungswürdigen jungen Künstler und beauftragte ihn 1937 damit, ein Oberlyzeum in Köln-Mülheim zu gestalten. Edmund Schiefeling als Autor der Bergischen Wacht berichtete darüber im Januar 1938 in einem umfangreichen Zeitungsartikel. Hinzu kamen öffentliche Aufträge wie für das Wallraf-Richartz-Museum.

### Zeit des Nationalsozialismus und Rückkehr in das Bergische Land
Während der Zeit des Nationalsozialismus passte sich Radermacher ab 1933 zunächst an, um nicht als „entarteter“ Künstler zu gelten. 1934 trat er der Reichskulturkammer bei und reichte einen Beitrag zur Gestaltung des Kongresssaales im Münchener Haus der Kunst ein. Später lehnte er die Nationalsozialisten entschieden ab. Vor dem Ausbruch des Zweiten Weltkriegs malte er 1939 die „Apokalypse“. Auf die Rückseite des Gemäldes schrieb er: „Wenige Tage vor Ausbruch der Hitlerkriege: dieser Krieg bedeutet das Ende der europäischen Kultur, und ist der Anfang von einem weltweiten Chaos“.
1939 wurde Radermacher zum Kriegsdienst eingezogen. Da bei ihm wiederholt die Tuberkulose ausbrach, endete seine Zeit beim Militär Ende 1941. Danach zog er in eine kleine Einzimmerwohnung in der Kölner Straße 48 in Lindlar. In den Folgejahren schuf er viele Aquarelle, die bergische Landschaften zeigten. Hinzu kamen Karikaturen und Zeichnungen von Bauern,  „Typen“ des bergischen Landes und im Auftrag mehrere Porträts. Im Jahr 1942 bekam er den Auftrag, die Pfarrkirche von Agathaberg auszumalen, wodurch er ein kleines Einkommen erhielt. Im selben Jahr lernte er die Floristin Johanna Krins aus Krefeld kennen, mit der er nach Triberg in den Urlaub reiste. Danach verlegte Krins 1943 ihren Wohnsitz nach Lindlar nahe Radermachers Atelier. Es handelte sich vermutlich um Radermachers glücklichsten Lebensjahre.

### Umzug nach Krefeld
Ende 1948 reichten Radermachers Einkünfte als Künstler nicht für den Lebensunterhalt aus. Johanna Krins erhielt eine Stelle in Krefeld, wohin beide Ende des Jahres umzogen. Die Folgejahre verbrachten sie dort in armen Verhältnissen. Wahrscheinlich insbesondere auf Druck von außen heirateten beide am 26. März 1949.
Radermacher fühlte sich an seinem neuen Wohnort zu keiner Zeit richtig wohl. Aus ihm wurde zunehmend ein Sonderling, den aus seiner Sicht alle Außenstehenden angriffen und falsch verstanden. Er hatte Kontakte zu Paul Wember, dessen Kaiser-Wilhelm-Museum mehrere seiner Bilder erwarb. Trotzdem zeigte sich Radermacher äußerst verbittert darüber, dass man aus seiner Sicht seine künstlerischen Fähigkeiten nicht entsprechend anerkenne. Er schrieb einen Brief an Wember, in dem er sich darüber beklagte, dass die Stadt „für ein paar Kleckse und Striche“ hohe Summen zahle, er seine Bilder aber für ein „Almosen [...] verschleudern“ müsse. Dies lehnte er ab und schrieb, dass seine Werke dann besser in seinem unbeachteten Atelier bleiben sollten. Radermacher bezog sich damit auf Ankäufe von Werken Yves Kleins und erstellte später mehrere bissige Karikaturen über diesen Künstler. Danach wurden ihm mehrere Ausstellungen sowie  Aufträge, so für einen Kreuzweg in der Krefelder Franziskuskirche und einer Komplettgestaltung einer Bottroper Kirche, in Aussicht gestellt, die jedoch aus unbekannten Gründen nicht realisiert wurden.
Radermacher hatte radikale Meinungen über Ethik und Moral, was auch ihm wohlgesinnten Zeitgenossen Probleme im Umgang bereitete. Im Jahr 1956 bezog er ein eigenes Atelier, in dem er oft mitunter tagelang ununterbrochen arbeitete. Er malte seine Vorstellungen über den bevorstehenden Weltuntergang aufgrund von Aufrüstung, der Zerstörung der Umwelt oder Kriminalität. Er beklagte in diesen Bildern den allgemeinen Sittenverfall und das Streben nach Macht und Geld, das einem Leben nach den christlichen Grundsätzen von Ethik und Moral widerstrebe. Dazu schrieb er 1972 an einen Bekannten: „Hier in der grauen Stein- und Schmutzwüste der Stadt geht das schleichende Grauen, der Seelen- und Herztod um. Die Menschen alle, denen man ins Gesicht schaut, finden ihren Gott nicht mehr, sie sprechen es mittlerweile offen aus. Die materiellen Güter haben sie in Bann gelegt“.
Im Jahr 1976 machte Radermacher Bekanntschaft mit Paul Corazolla. Beide beschlossen, ein Glasfenster für eine Berliner Kirche zu gestalten. Radermacher investierte dafür viel Zeit, erlebte aber die Realisierung seiner Entwürfe nicht mehr. Er starb nach längerer Krankheit Anfang 1978.

## Werke
Radermacher erstellte ungefähr 1000 Werke. Dabei handelte es sich um Gemälde, Entwürfe für Wandmalereien, Glasfenster und Mosaiken und insbesondere Zeichnungen. Dabei erstellte er zumeist schnelle Skizzen in Blätterform. Er erstellte zu identischen Themen oftmals mehrere Zeichnungen und versuchte so, die aus seiner Sicht optimale Form zu finden. Seine Arbeiten im öffentlichen Raum wurden zerstört oder gelten als verschollen. Von seinen Gemälden erscheinen nur Landschaftsmalereien des Bergischen Landes naturalistisch heiter.
Radermacher arbeitete bevorzugt mit dem Zeichenstift. Spätestens ab dem Ende des Zweiten Weltkriegs fokussierte er sich einzelne Themen, wobei er alle Werke seiner strengen Religiosität unterwarf. Er legte immer höchste sittliche Forderungen an und geriet daher immer wieder in Auseinandersetzung mit sich selbst und seinen Zeitgenossen. Er wählte insbesondere biblische Motive, Heilige, Apostel und Jesus Christus während dessen Lebens, Leidensweg und Tod. Er stellte die Personen, deren Gesichtern Verzweiflung, Hilflosigkeit, Trauer und Schmerz zu entnehmen ist, ohne Verzierungen dar. Er erreichte dabei auch bei kleineren Zeichnungen eine deutlich sichtbare Wirkung. Er verehrte David, Moses, Petrus und Paulus, die aus seiner Sicht wahre Heilige waren, kritisierte aber lebende Theologen stark und setzte sich für eine Erneuerung der Kirche ein.
Radermacher musste sich einer Augenoperation unterziehen und erblindete daher zwischenzeitlich. Von 1962 bis 1964 malte er daher mit dem Kyrie der Blinden zahlreiche erblindete Menschen. Er stellte im Jahr 1962 die Sturmflut in Hamburg dar. Außerdem erstellte er häufig Gemälde über Mütter mit Kindern. Er schuf während des Krieges eine leidende Pietà, aber auch Bilder intimer Mütterlichkeit mit fließenden Grenzen hin zu einer Gottesmutter mit Jesuskind, schuf aber nur selten heiter und unbeschwert wirkende Gemälde.
Die Gemeinde Engelskirchen nahm sich nach dem Tod des Künstlers im Jahr 1988 dessen Nachlass an. Sie zeigte seine Werke im Rahmen von drei Ausstellungen und veröffentlichte ein Buch mit vielen Bildern des Künstlers.

## Stil
Radermachers Werke sind keinem eindeutigen Stil oder einer Künstlergruppe zuzuordnen. Er selbst äußerte sich offensichtlich nicht zu stilistischen Aspekten. Seine Werke erscheinen stilistisch verwirrend und sind hinsichtlich Linienführung und Entwicklung nicht eindeutig zu definieren. Er gab seine Beobachtungen nicht unverfälscht wieder und könnte Inspirationen von Georges Rouault aufgegriffen haben. Wie dieser verwendete er stark hervorgehobene Umrisse und Binnenlinien und beschäftigte sich wie dieser stark mit religiösen Motiven und verletzlichen und trauernden Clowns. Vielleicht griff er auch thematische und gestalterische Anregungen El Grecos auf. Außerdem mochte er wohl die farblichen Arbeiten Oskar Kokoschkas und Emil Noldes und expressionistische Werke.